# Silene imbricata
Silene imbricata är en nejlikväxtart som beskrevs av René Louiche Desfontaines. Silene imbricata ingår i släktet glimmar, och familjen nejlikväxter. Inga underarter finns listade i Catalogue of Life.